# Національний заповідник Бісанаді
Національний заповідник Бісанаді — заповідник дикої природи в окрузі Ісіоло, Кенія. Він примикає до Національного парку Меру. Разом з Меру, Національним парком Кора та іншими заповідниками є частиною великої охоронної території площею 5000 км². Парк є домом для лева, слона, гепарда, білого носорога, африканського буйвола та понад 400 видів птахів. Відвідувачі заповідника можуть кататися на човнах/рибалити на річках Тана та Рожеверо.